# (36474) 2000 QN28
2000 QN28 (asteroide 36474) é um asteroide da cintura principal. Possui uma excentricidade de 0.08275170 e uma inclinação de 3.16697º.
Este asteroide foi descoberto no dia 24 de agosto de 2000 por LINEAR em Socorro.